# Pieces (canção de Sum 41)
"Pieces" (em português:  Pedaços) é o segundo single do álbum Chuck, da banda Sum 41. Foi lançada em 2004 e alcançou a posição #14 na tabela musical Alternative Songs, pertencente a Billboard. O videoclipe foi o mais tocado no canal americano Fuse.

## Faixas
Todas as faixas escritas e compostas por Sum 41. 
| "Pieces"       |                       |         |  |
| N.º            | Título                | Duração |  |
| 1.             | "Pieces"              | 3:01    |  |
| 2.             | "Pieces" (Acústica)   | 3:17    |  |
| 3.             | "We're All to Blame"  | 3:39    |  |
| 4.             | "Pieces" (Videoclipe) | 3:15    |  |
| Duração total: | Duração total:        | 13:12   |  |

## Formação
Sum 41
Deryck "Bizzy D" Whibley → Vocal, Guitarra Rítmica
Dave "Brownsound" Baksh → Guitarra
Jason "Cone" McCaslin → Baixo
Steve "Stevo" Jocz → Bateria

## Desempenho nas paradas musicais
| Parada musical (2005)                        | Melhor posição |
| -------------------------------------------- | -------------- |
| Alemanha (Germany Top 100 Singles)           | 84             |
| Estados Unidos (Billboard Alternative Songs) | 14             |
| Estados Unidos (Billboard Pop 100)           | 81             |